# Ancien aéroport de Phú Quốc
L'aéroport de Dương Đông (code IATA : PQC • code OACI : VVPQ) est un ancien aéroport civil vietnamien situé dans l'île de Phu Quoc, dans la province de Kiên Giang. Il possède une piste en béton de 2128 m × 30 m.
Cet aéroport était le sixième aéroport le plus actif du Viêt Nam. Il était relié par 5 à 6 vols (ATR72) quotidiens à l'aéroport international de Tân Sơn Nhất (Hô Chi Minh-Ville) et l'aérodrome de Rach Gia (Rach Gia). Les passagers venaient profiter des plages de l'île de Phu Quôc.
Cet aéroport a été remplacé le 2 décembre 2012 par l'aéroport international de Phú Quốc, construit à 8 km de là.

## Destinations
- Vietnam Airlines (Hô Chi Minh-Ville, Rach Gia, Can Tho)
- Air Mekong (Hô Chi Minh-Ville, Hanoï)